# Neal Brennan
Neal Brennan, né le 19 octobre 1973, est un humoriste, écrivain, producteur, réalisateur et podcasteur américain. Il est surtout connu pour avoir co-créé et co-écrit la série Comedy Central Chappelle's Show (2003-2006) avec Dave Chappelle et pour son stand-up sur Netflix 3 Mics (2017).

## Biographie
Neal Brennan naît le 19 octobre 1973 à Villanova, Pennsylvanie,,, et est le plus jeune de dix enfants nés dans une famille d'origine catholique irlandaise,,. Il a vécu à Villanova jusqu'à l'âge de six ans, déménageant avec sa famille en 1978 à Wilmette, Illinois,. Selon Brennan, le côté paternel de la famille était drôle, tout comme ses cinq frères aînés,. Il a raconté s'être rendu compte qu'il était drôle et qu'il aimait la comédie vers l'âge de 8 ou 9 ans, et qu'il avait déjà interprété des sketchs pour ses camarades de classe dans un style qui imitait les comédiens David Brenner, Richard Lewis et Jerry Seinfeld. Il regarde une grande quantité de comédies à la télévision pendant ses années de lycée, se couchant souvent tard pour voir Late Night with David Letterman et The Arsenio Hall Show.
Le frère aîné de Brennan, Kevin Brennan, est devenu un comédien et écrivain, et commence à faire du stand-up alors que Brennan est encore au lycée. Brennan passe les week-ends à assister aux performances de Kevin à The Improv à New York, où il rencontre des comédiens tels que Dave Attell, David Juskow, Ray Romano et Mike Royce. Il déclare dans une interview à Independent Film Channel (IFC) qu'après avoir vu son frère faire du stand-up, il a réalisé qu'il était possible de gagner sa vie en faisant de la comédie. Il déménage à New York pour fréquenter l'école de cinéma de NYU, mais il a abandonné au bout d'un an,. Il commence comme portier au Boston Comedy Club, aujourd'hui disparu, à Greenwich Village, où il rencontre le comédien Dave Chappelle,. Les deux sont devenus amis et Brennan proposait régulièrement des blagues à Chappelle,. Brennan partage également partagé un appartement avec le comédien Jay Mohr lorsqu'il qu'il vivait à New York.

### Chappelle's Show

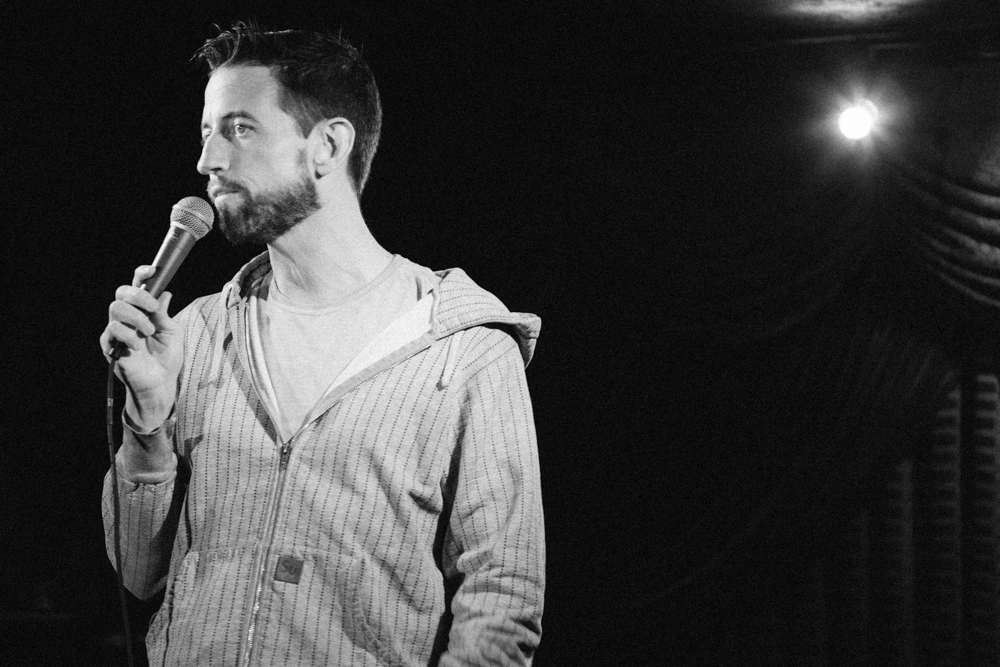
Brennan se produisant en avril 2013.

Neal Brennan et Dave Chappelle se réunissent pour co-créer, co-écrire et co-produire la comédie éponyme Chappelle's Show,, qui est diffusée pour la première fois en janvier 2003,,. Brennan déclare que lui et Chappelle avaient lu le livre Live from New York: An Uncensored History of Saturday Night Live (2002), de Tom Shales lorsqu'ils ont commencé à écrire des sketchs pour l'émission, et ont trouvé le livre très utile. Le duo écrit les sketchs de l'émission avec une aide extérieure minimale, et acceptent mutuellement de ne jamais divulguer qui était responsable de l'écriture de tel ou tel sketch.

### 3 Mics
En 2015, Neal Brennan développe et présente un spectacle humoristique, 3 Mics, à Los Angeles. Il le produit ensuite à New York en 2016 au Lynn Redgrave Theatre . Le spectacle présente Brennan alternant entre trois microphones ; il utilise le premier microphone pour lire des blagues d'une phrase sur des fiches, le deuxième microphone pour parler de sujets « sérieux », et le troisième microphone pour faire du stand-up traditionnel. En 2017, 3 Mics est sorti en tant que comédie spéciale originale sur Netflix.

## Influences
Neal Brennan déclare que ses principales influences comiques sont Chris Rock, Mort Sahl, Dave Attell, Mike Royce, et David Juskow.